# رنجر تنها (فیلم مجموعه‌ای)
رنجر تنها (انگلیسی: The Lone Ranger) فیلمی در ژانر وسترن و ماجراجویی به کارگردانی ویلیام ویتنی، استارت هایسلر، و جان اینگلیش است که در سال ۱۹۳۸ منتشر شد.

## بازیگران
- لی پاول
- جی سیلورهیلز
- بروس بنت
- رابرت جی. ویلکه
- استنلی اندروز
- جورج کلیولند
- کلیتون مور
- بونیتا گرانویل
- پری لوپز
- ویلیام فارنوم
- لایل بتگر
- لین چندلر
- لین رابرتس
- مایکل آنسارا
- فرانک مک‌گلین